# Maison en meulière
Pour les articles homonymes, voir Meulière.
Une maison en meulière est une maison dont la maçonnerie est constituée de pierres meulières avec parfois des joints réalisés par rocaillage. Il s'agit notamment de certaines villas construites au début du XXe siècle qui se distinguent par leur style architectural et leur ornementation inspirés par l'Art nouveau.

## Époque de construction
Les maisons en meulière, qui font partie du patrimoine architectural de l'Île-de-France, notamment dans sa partie orientale, ont été pour la plupart construites entre les années 1880 et 1930 par de riches Parisiens souhaitant profiter de la campagne.[réf. nécessaire]
Le pavillon de meulière a également eu les faveurs de la petite bourgeoisie de la banlieue parisienne avant 1914.
Toutefois, on trouve également cette architecte dans Paris comme dans la rue des Peupliers, ou celle de Bercy.

## Galerie

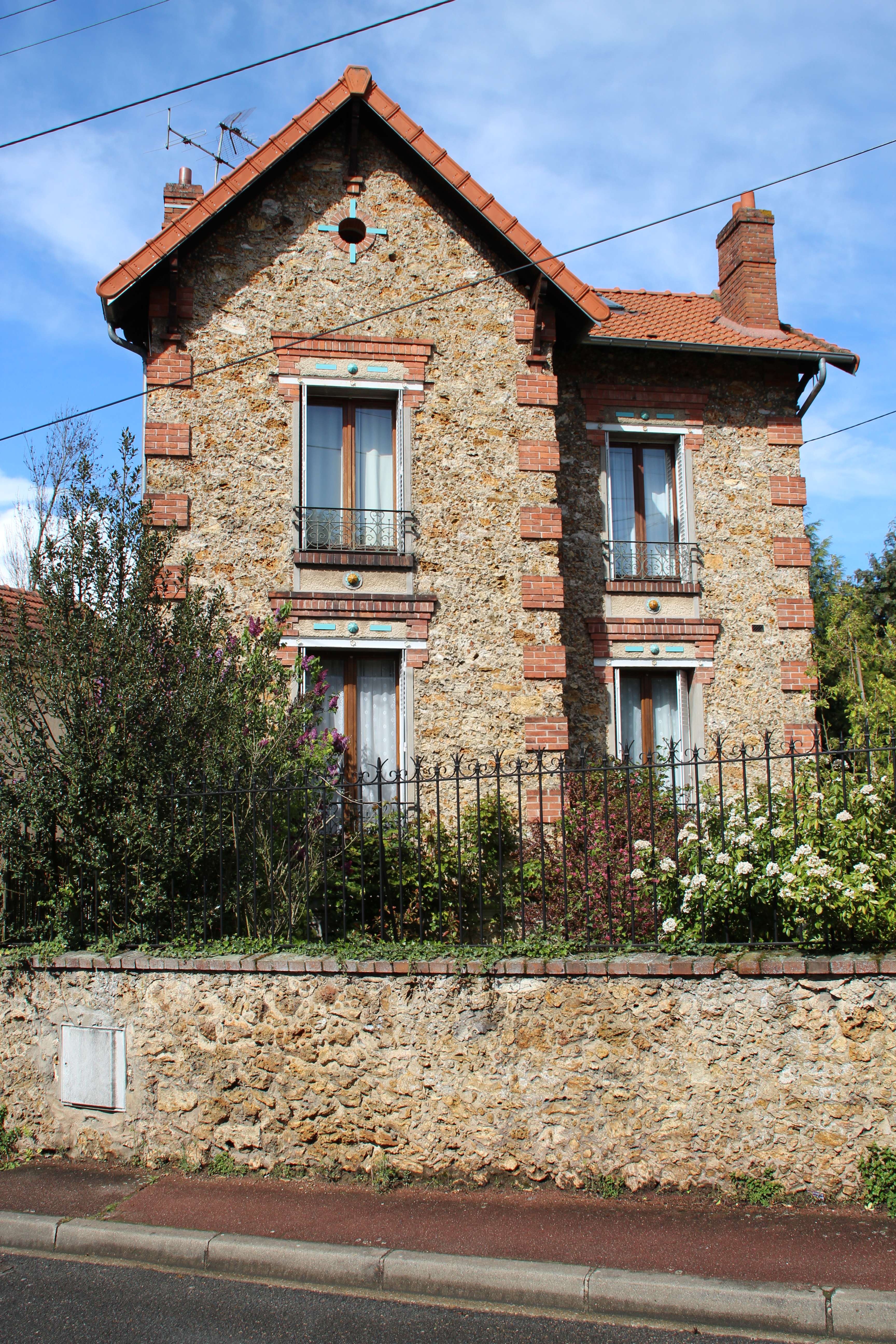
Meulière typique du bassin parisien, à Saint-Rémy-lès-Chevreuse.
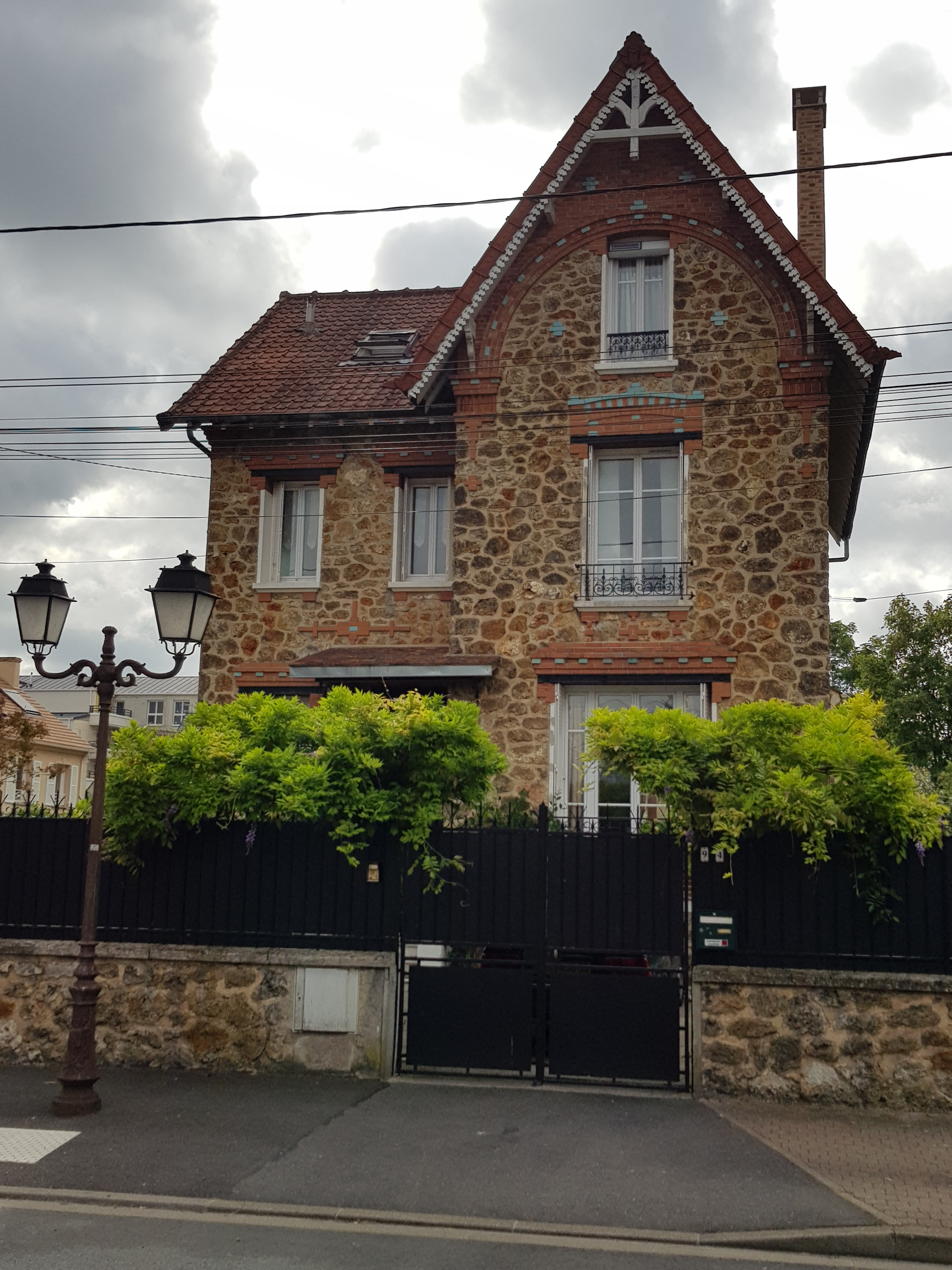
Boulevard Maurice-Berteaux, Franconville (Val-d'Oise).
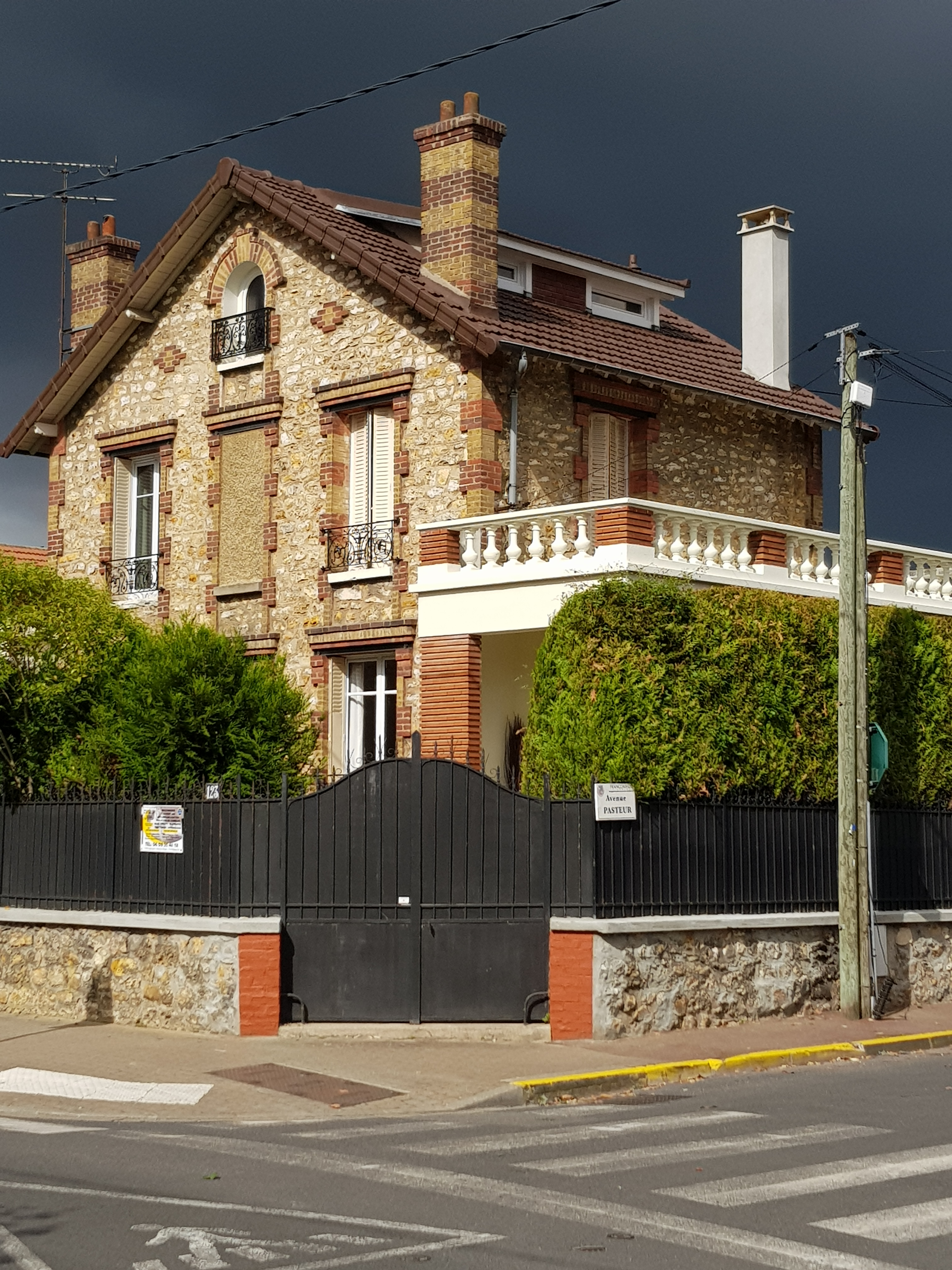
Boulevard Maurice-Berteaux, Franconville (Val-d'Oise).
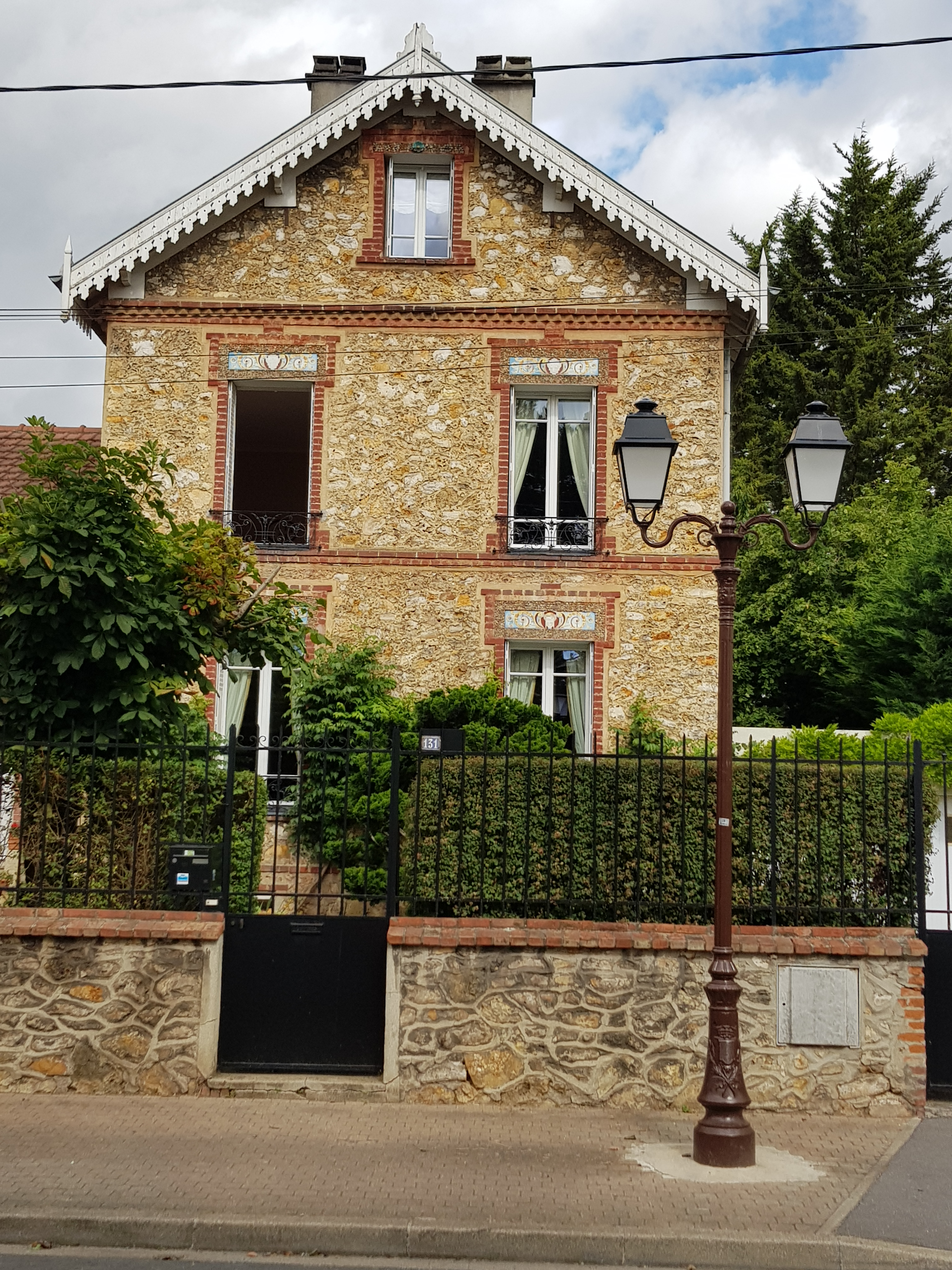
Boulevard Maurice-Berteaux, Franconville (Val-d'Oise).
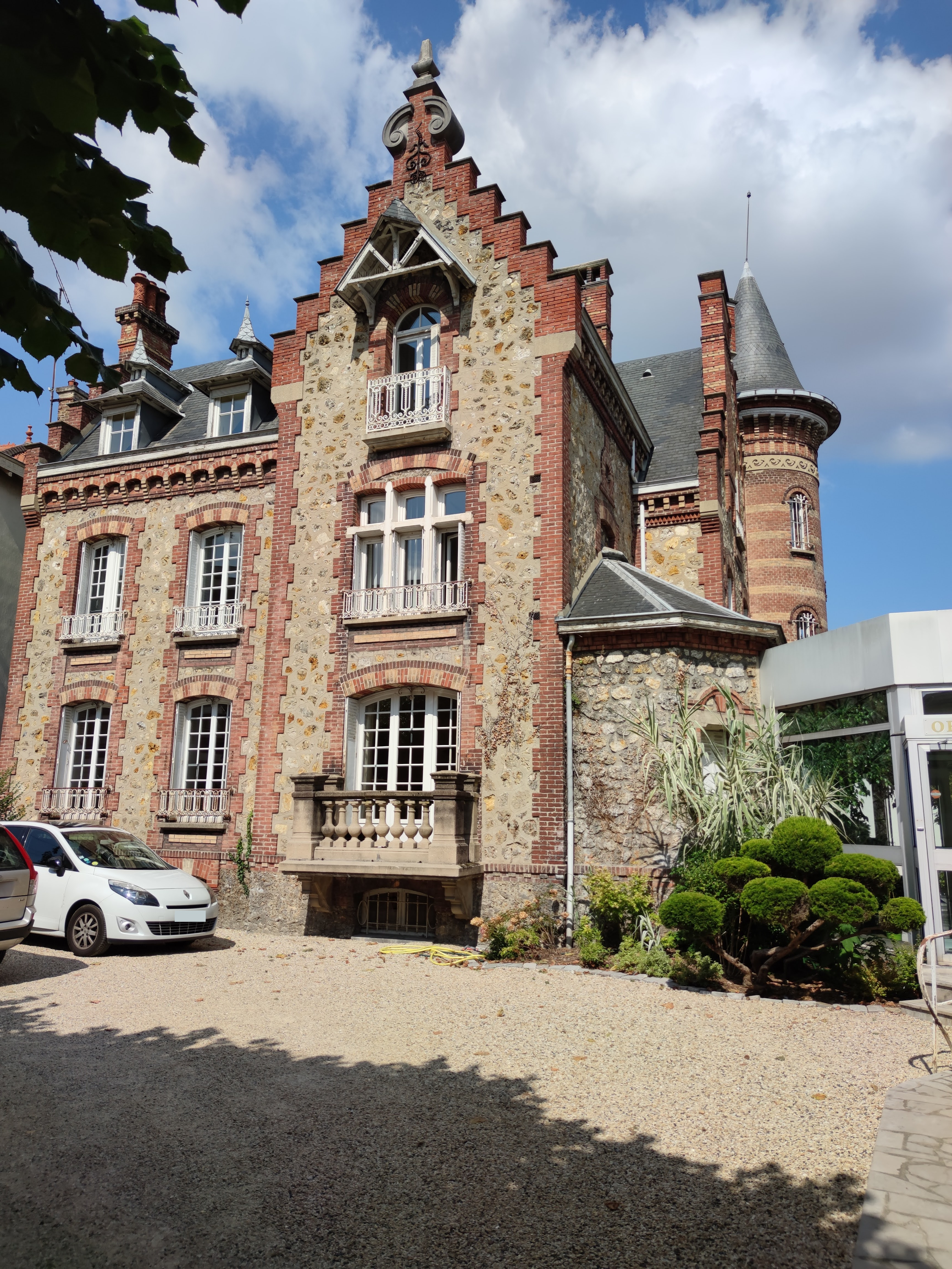
Boulevard Charles-de-Gaulle, Sannois (Val-d'Oise) : maison en meulière à pignon à pas de moineaux.
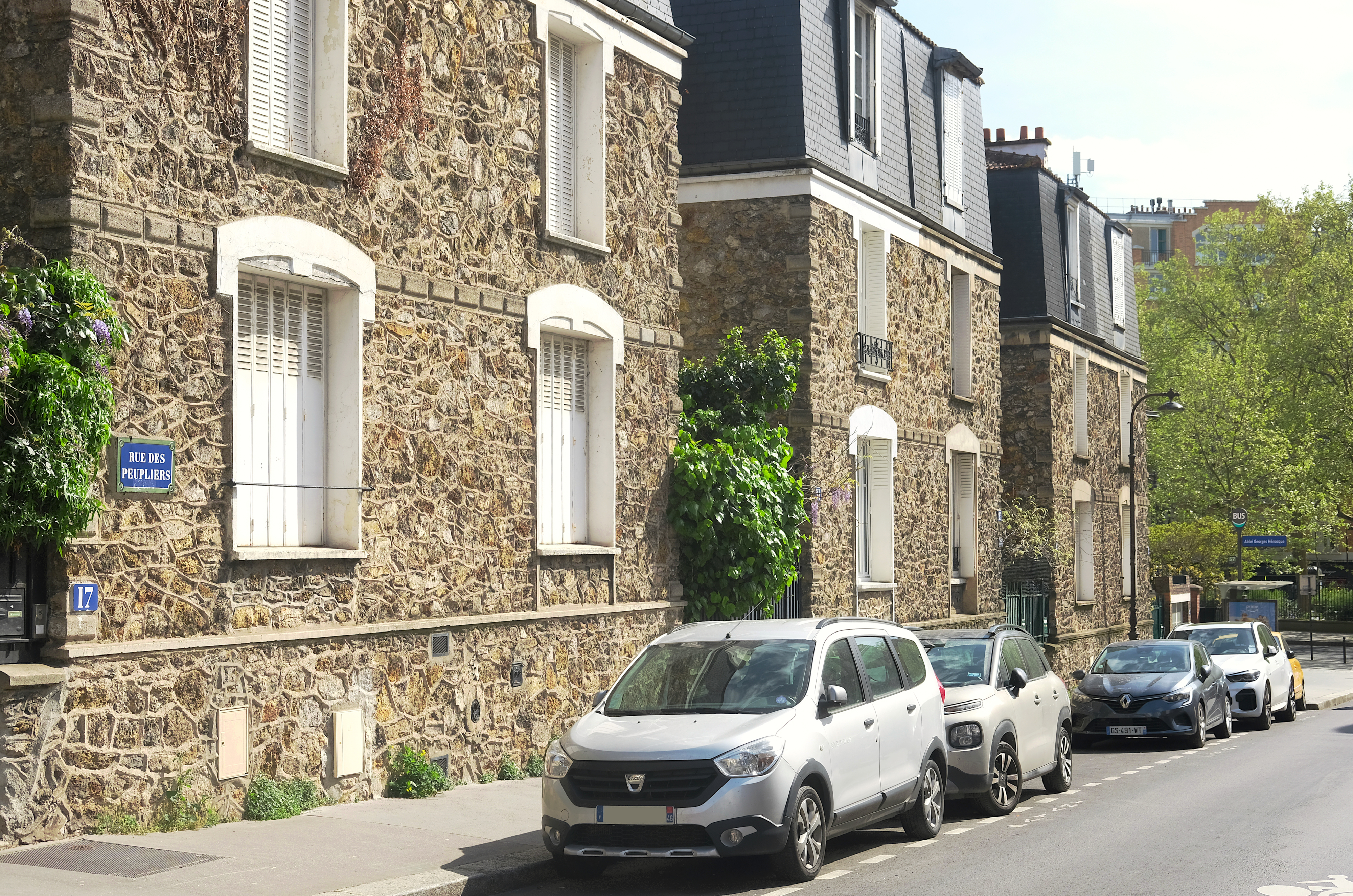
Rue des Peupliers, Paris 13e.